# Wilson Valdez

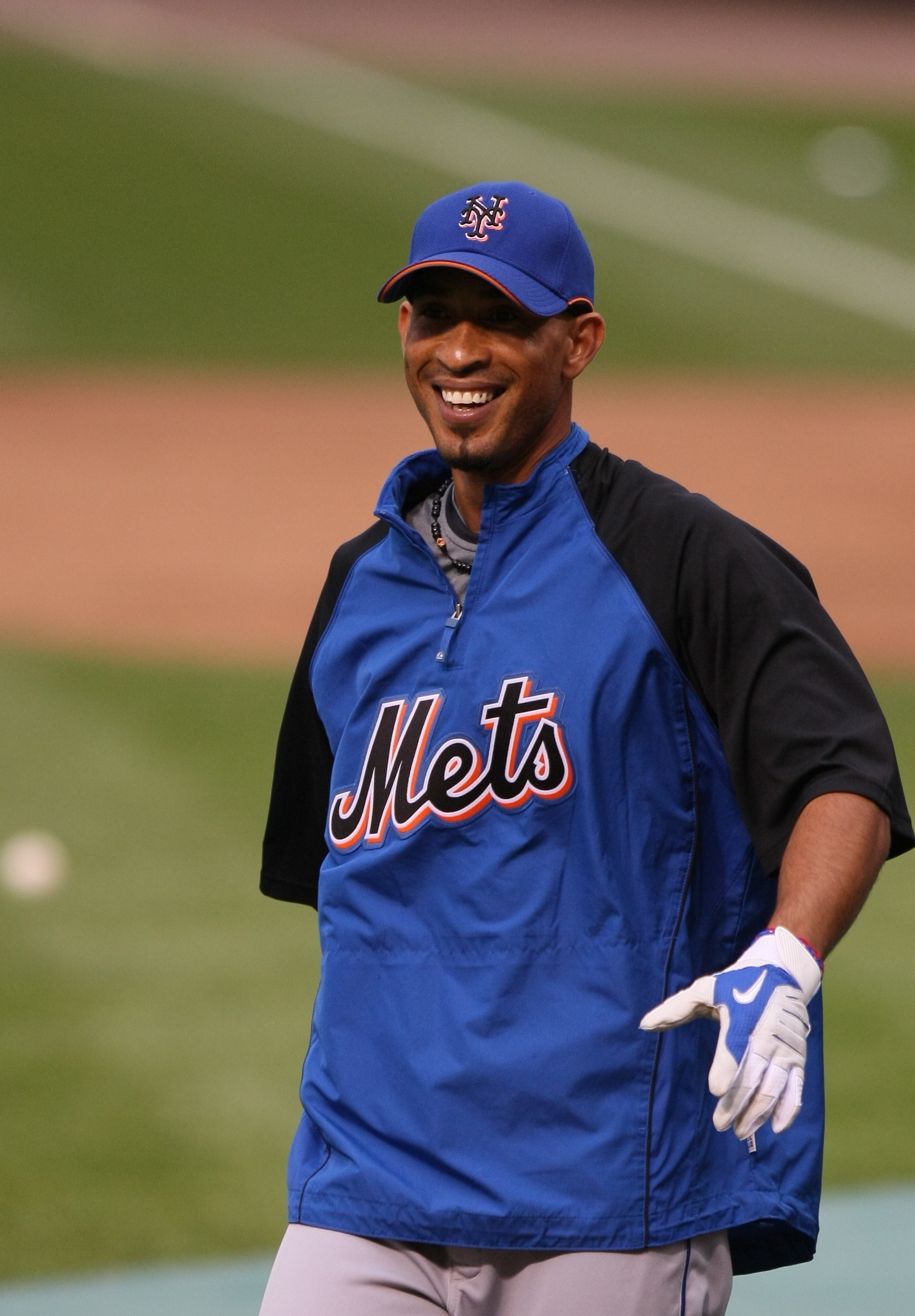
Wilson Valdez, 2009.

Wilson Antonio Valdez, född 20 maj 1978 i Nizao, är en dominikansk före detta professionell basebollspelare som spelade för Chicago White Sox, Seattle Mariners, San Diego Padres, Los Angeles Dodgers, New York Mets, Philadelphia Phillies och Cincinnati Reds i Major League Baseball (MLB). Han spelade också för Kia Tigers i KBO League och Tokyo Yakult Swallows i Nippon Professional Baseball (NPB). Valdez spelade som shortstop, andrabasman, tredjebasman och infielder.
Han är morbror till Ketel Marte, som spelar själv i MLB.